# Amstel Gold Race 1988
La 23e édition de la course cycliste, l'Amstel Gold Race a eu lieu le 23 avril 1988 et a été remportée par le Néerlandais Jelle Nijdam.

## Classement final
| Pos. | Coureur            | Pays                 | Équipe             | Temps           |
| ---- | ------------------ | -------------------- | ------------------ | --------------- |
| 1    | Jelle Nijdam       | Pays-Bas             | Superconflex       | 6 h 28 min 42 s |
| 2    | Steven Rooks       | Pays-Bas             | PDM                | + 17 s          |
| 3    | Claude Criquielion | Belgique             | Hitachi            | + 17 s          |
| 4    | Éric Boyer         | France               | Système U          | + 17 s          |
| 5    | Marc Sergeant      | Belgique             | Hitachi            | + 26 s          |
| 6    | Steve Bauer        | Canada               | Weinmann-La Suisse | + 42 s          |
| 7    | Dag Otto Lauritzen | Norvège              | Del Tongo          | + 42 s          |
| 8    | Bruno Cornillet    | France               | Z-Peugeot          | + 42 s          |
| 9    | Martial Gayant     | France               | Toshiba            | + 42 s          |
| 10   | Rolf Gölz          | Allemagne de l'Ouest | Superconflex       | + 1 min 01 s    |